# Ратен
Ратен (нім. Rathen) — громада в Німеччині, розташована в землі Саксонія. Входить до складу району Саксонська Швейцарія — Східні Рудні Гори. Складова частина об'єднання громад Кенігштайн.
Площа — 3,58 км2. Населення становить 339 ос. (станом на 31 грудня 2020).
Ратен - популярне туристичне місце, основними визначними пам'ятками є скелі Бастай, Амсельсі (озеро), театр на відкритому повітрі.

## Транспорт
Пасажирський пором з'єднує Нідерратен, на правому березі річки Ельби, та Оберратен з лівого берега. Залізничний вокзал Курорт-Ратен є частиною Dresden S-Bahn та залізниці Дрезден-Прага.

## Галерея

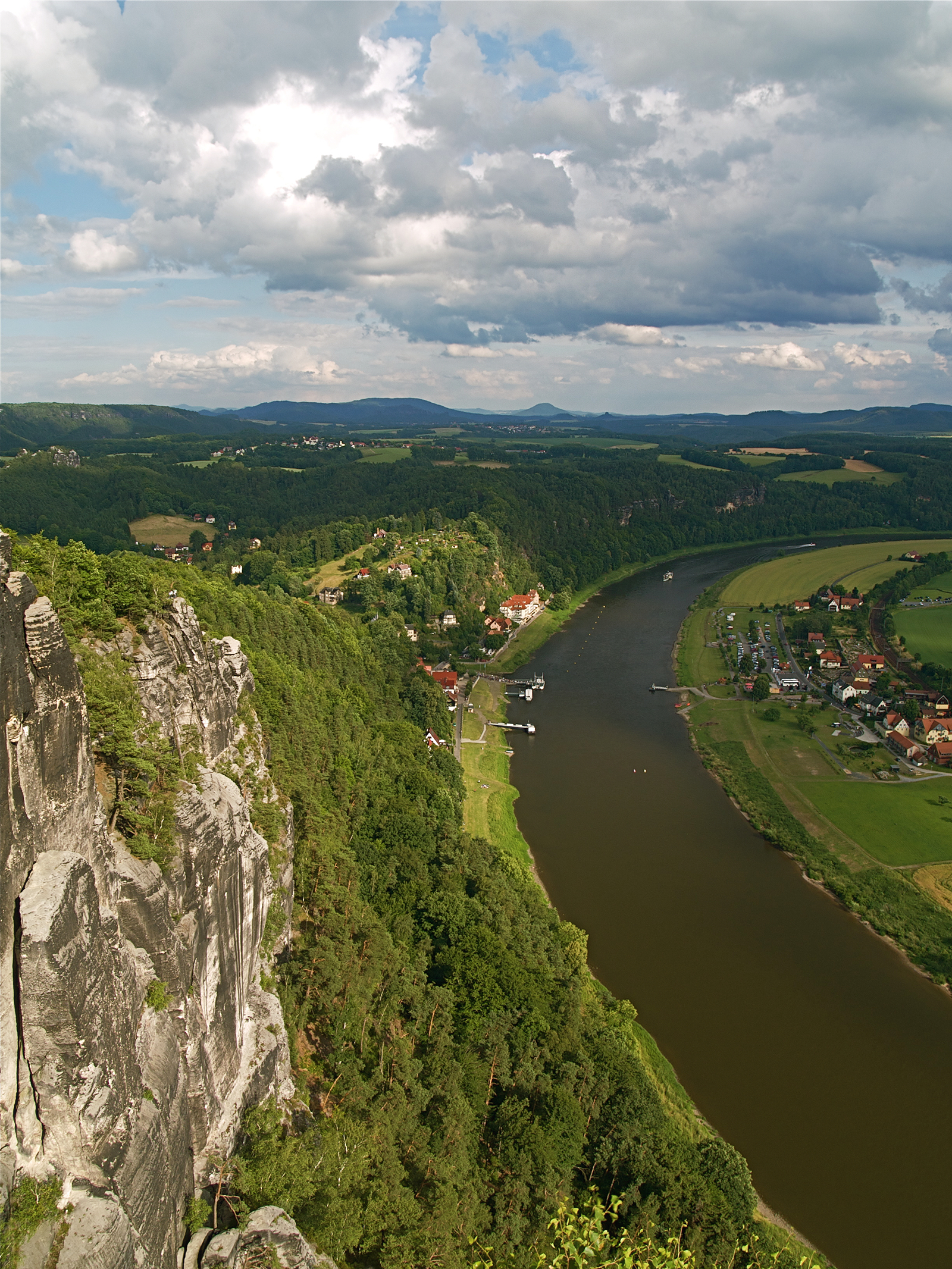
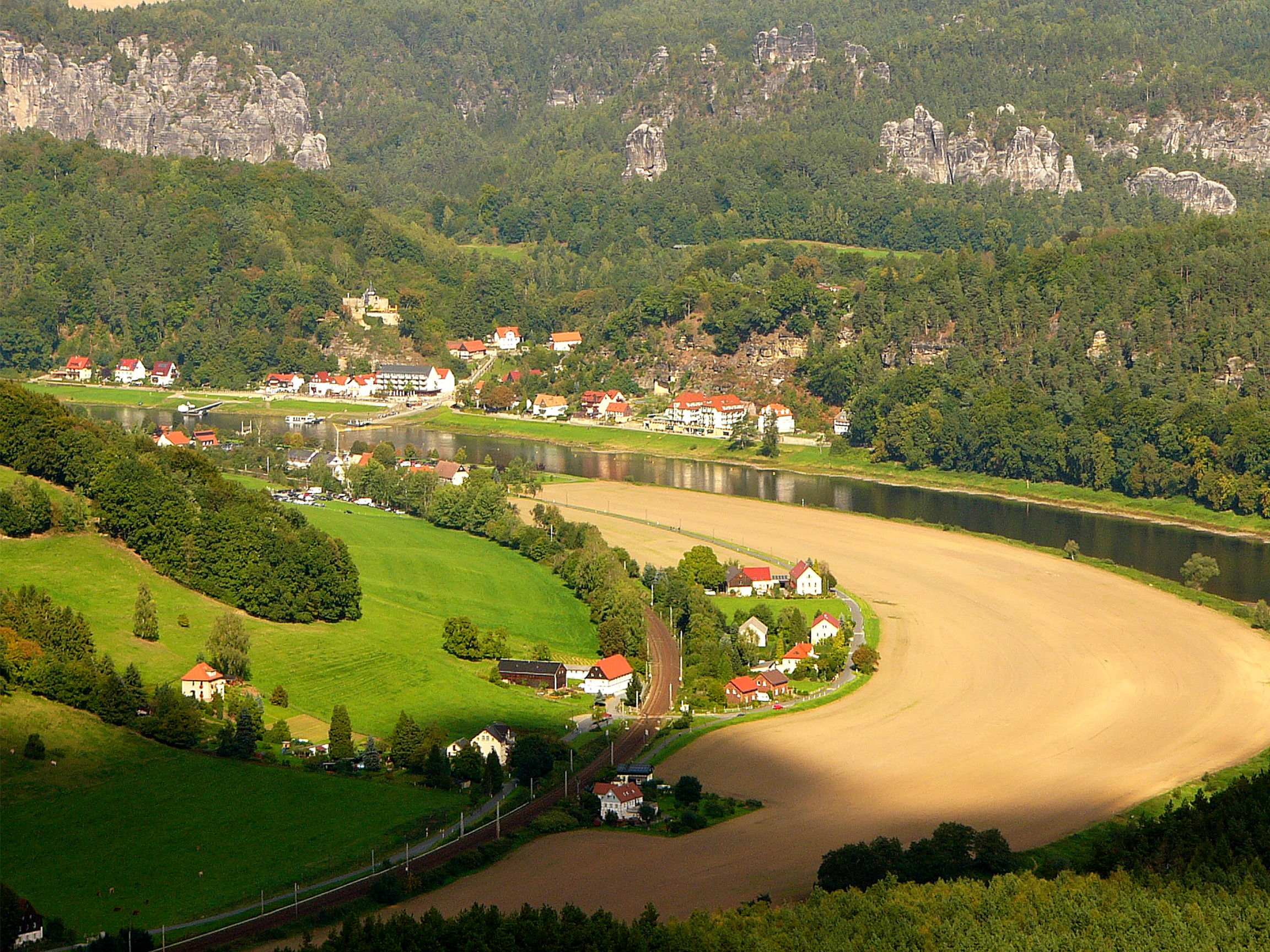
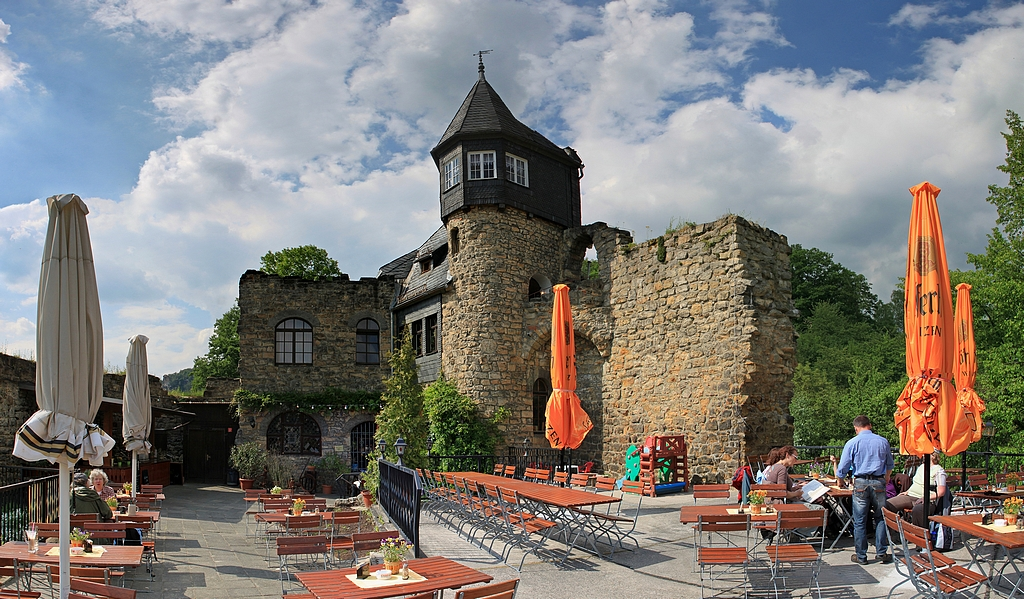
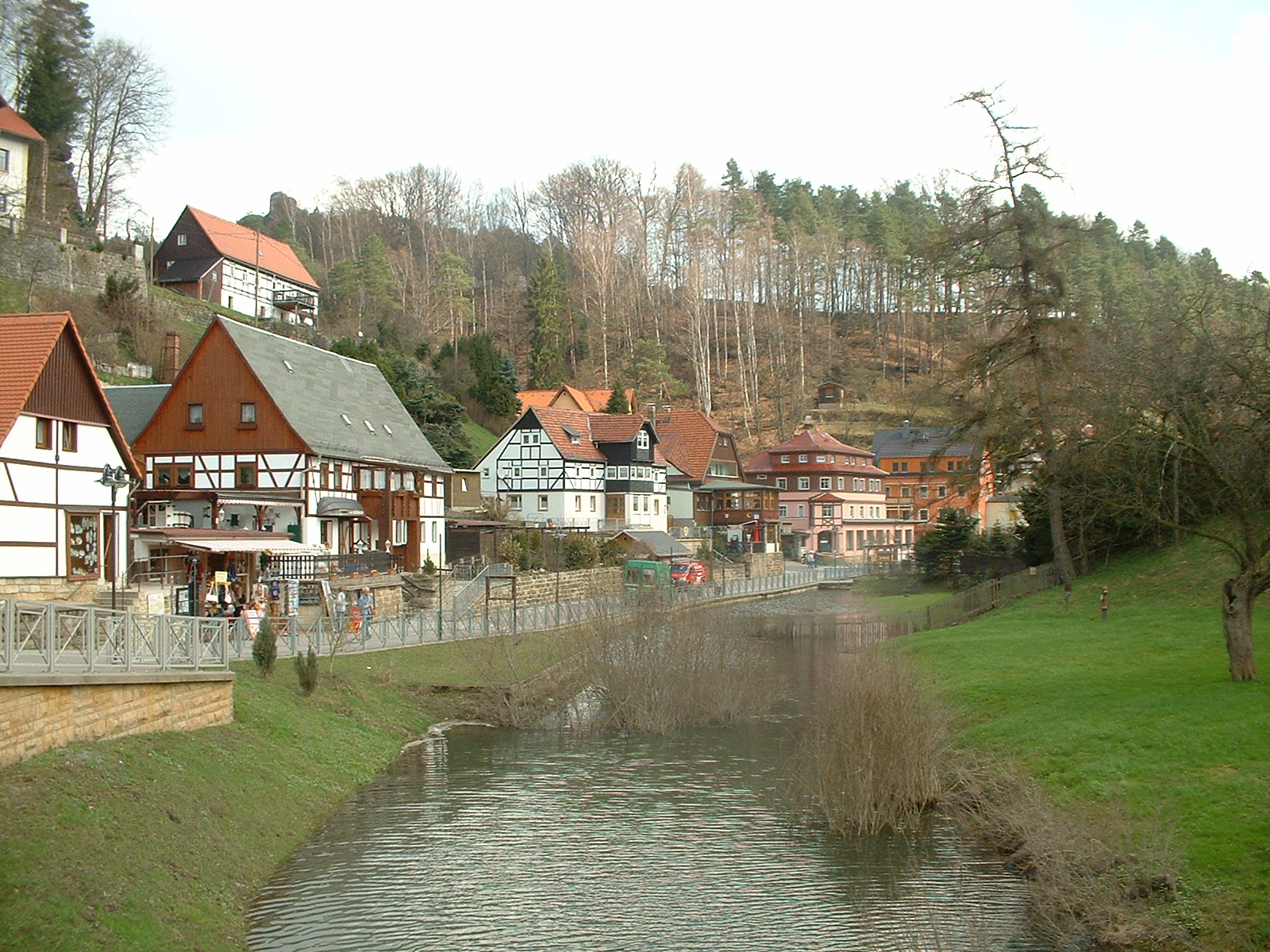